# Spreehöfe

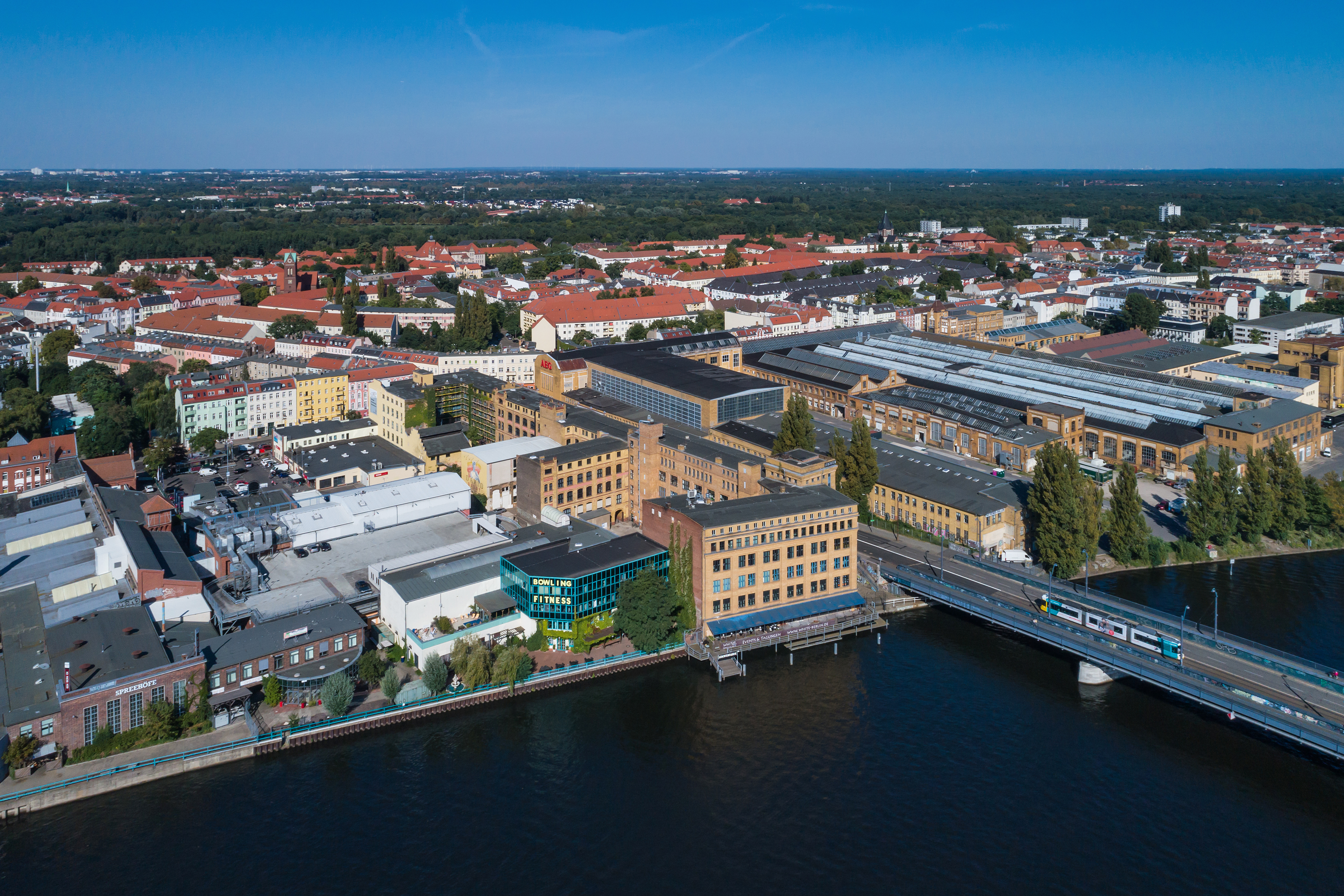
Spreehöfe: Luftaufnahme

Die Spreehöfe im Berliner Ortsteil Oberschöneweide an der Ecke Edison-/Wilhelminenhofstraße 87–90 sind ein Industriedenkmal, das als Lampenfabrik R. Frister entstand. Ab dem Jahr 1996 bildet die alte Lampenfabrik zusammen mit dem anschließenden Gelände der Gasanstalt das Freizeit- und Gewerbezentrum Spreehöfe mit Restaurant, Sportstudio, Tanzstudio, Dienstleistern, Arztpraxen, Büros und Geschäften im Erdgeschoss.

## Geschichte

### Edisonstraße 63 Ecke Wilhelminenhofstraße 87

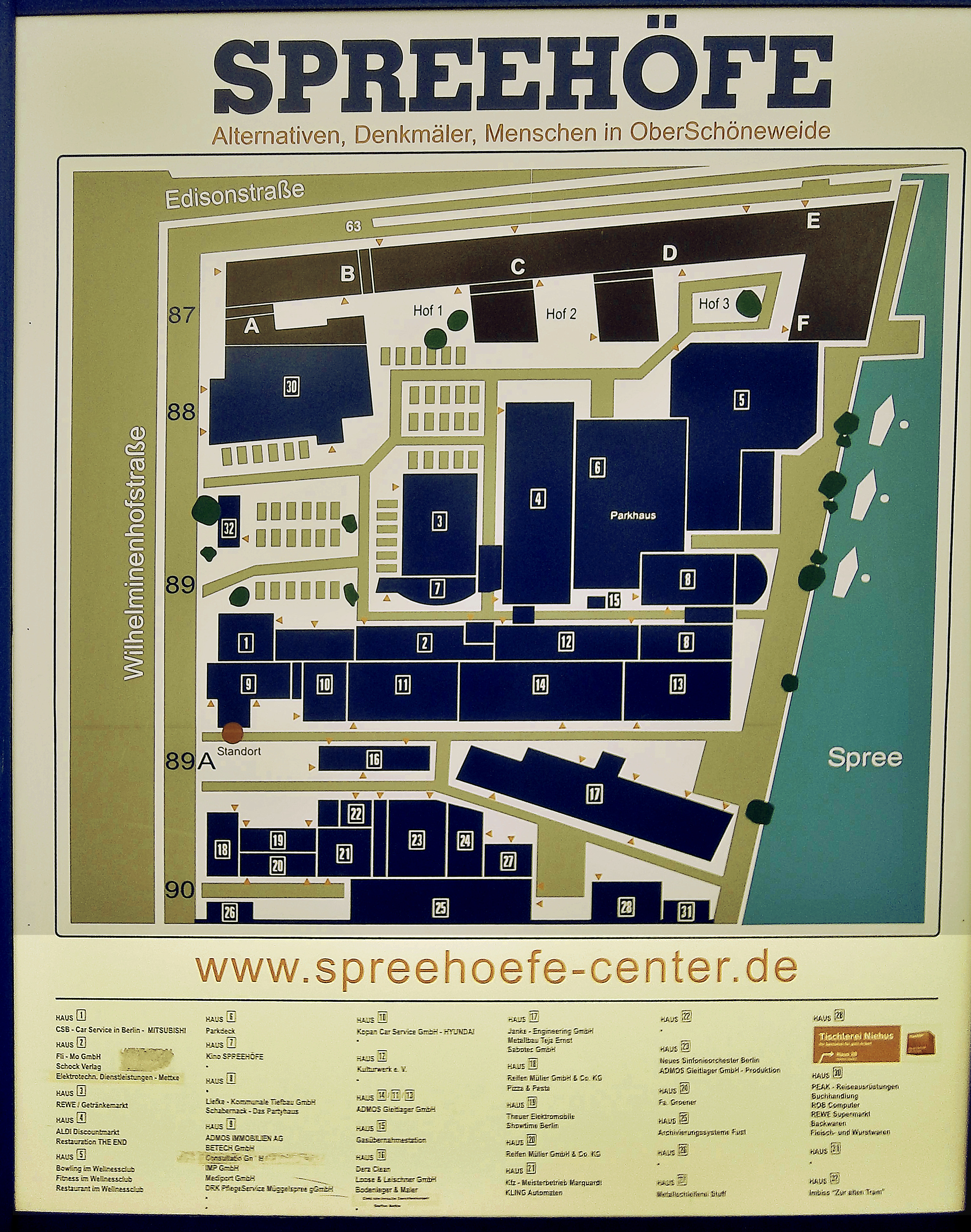
Zuordnung der Gebäude der Spreehöfe

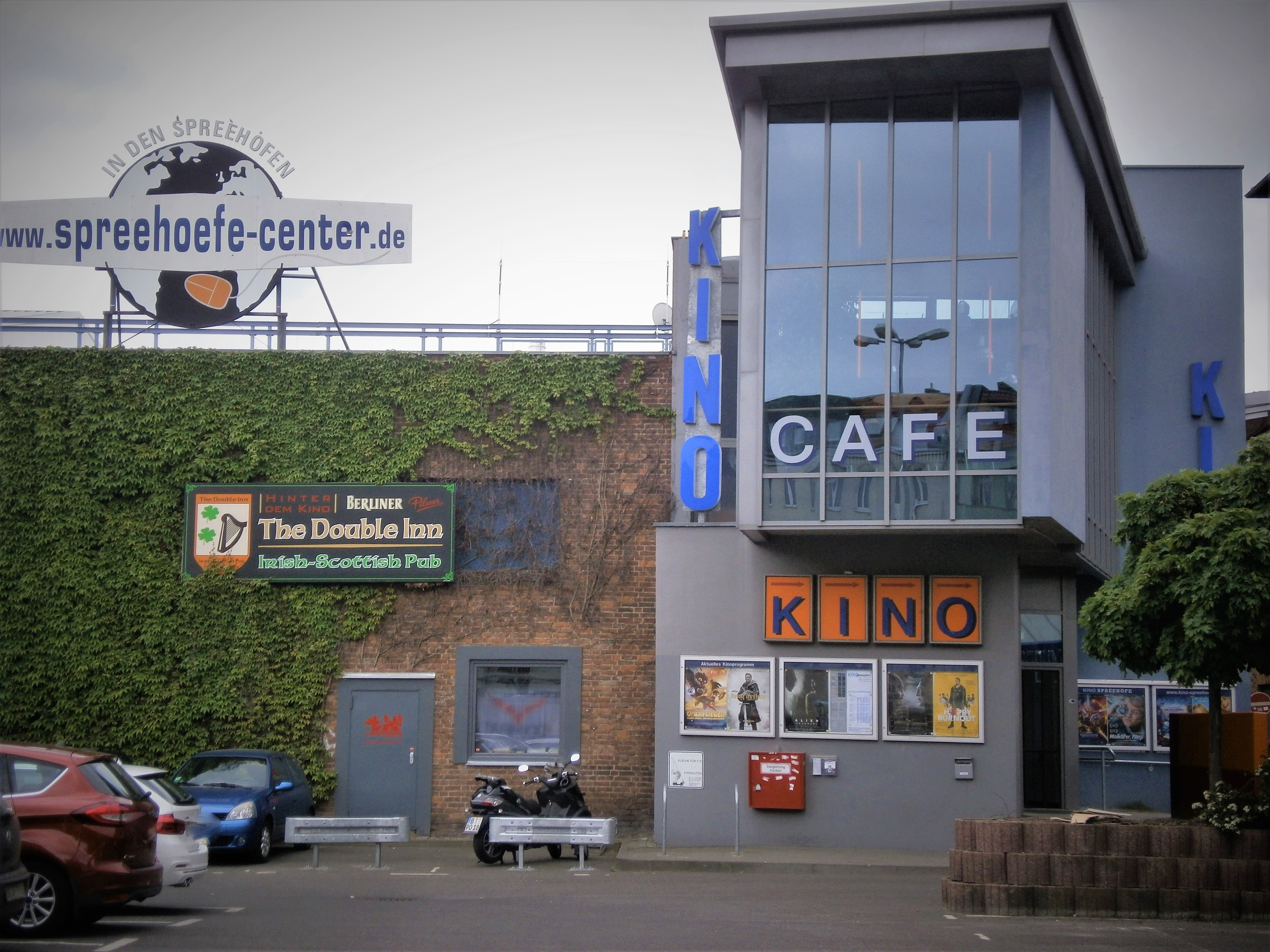
Kino auf Spreehoffläche 89

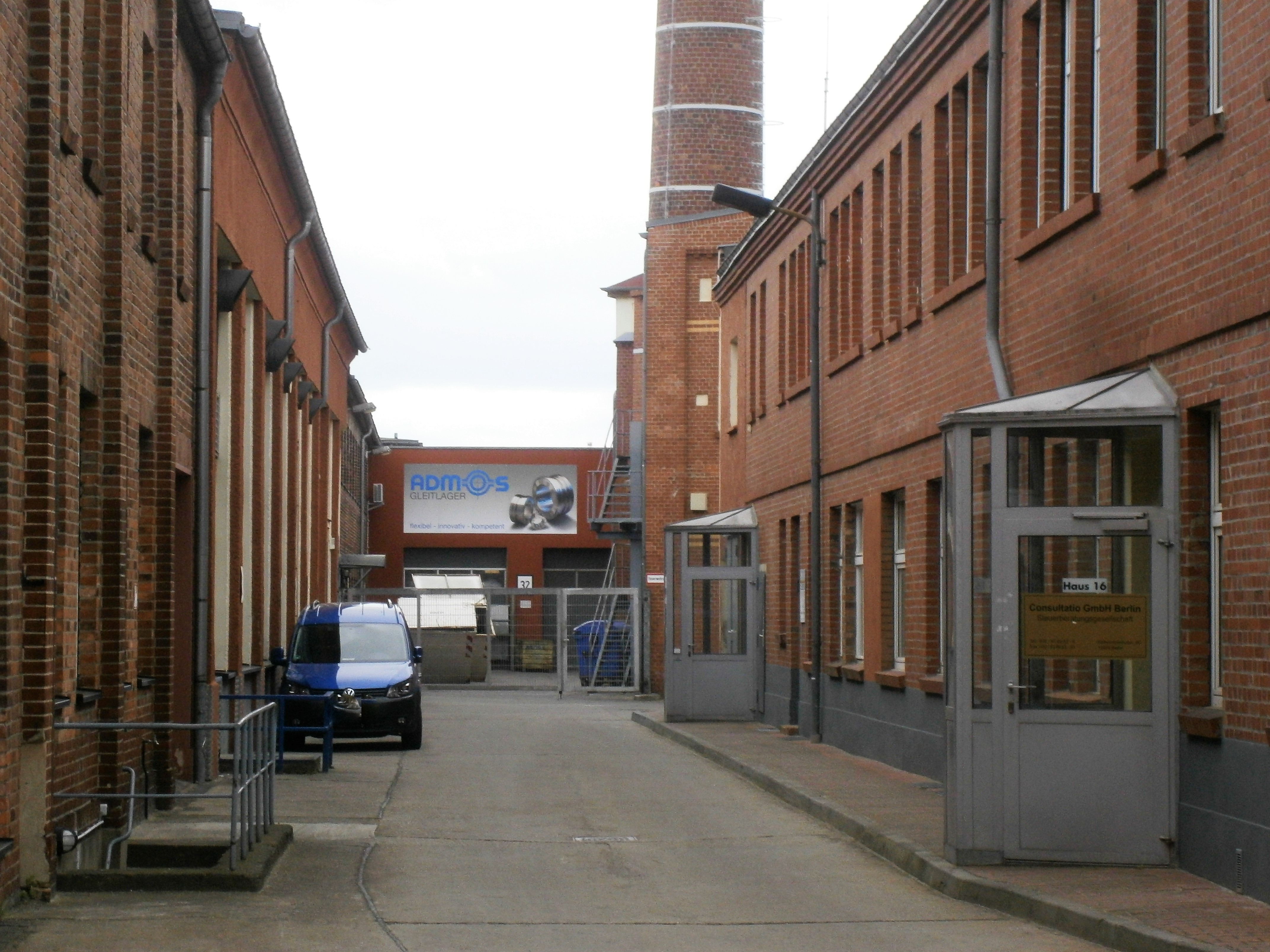
Gewerbegebäude auf Fläche 89a

An der Ecke Edison-/Wilhelminenhofstraße 87 wurde zwischen den Jahren 1897 und 1900 nach den Plänen der Baufirma R. Guthmann Nachfolger die Lampenfabrik Frister gebaut. Im Jahr 1920 erreichte die Firma die volle Produktionskapazität mit zahlreichen baulichen Erweiterungen. In den Jahren 1933 und 1934 ging die Lampenfabrik in Konkurs. Danach zog im Jahr 1937 die Firma „Metallverarbeitung Schöneweide“ ein. Vier Jahre später kam die „Gesellschaft für Luftfahrtbedarf“ in diese Räume. 1952 übernahm das VEB RFT Funkwerk Köpenick die Produktion in dieses Gebäude. 1963 zog das „Institut für Nachrichtentechnik“ mit zusätzlichen Umbauten ein. Nach der politischen Wende entstanden durch die neuen Eigentümern und durch Umbauten ab dem Jahr 1996 die Spreehöfe.

### Wilhelminenhofstraße 88/89
In diesem Gebäude entstand 1898 die Gasanstalt Oberspree (später: Gaswerk der Stadt Berlin). Im Jahr 1906 wurde der zweite Teleskopgasbehälter gebaut und im Jahr 1993 durch die Gasag abgerissen. 1937 kam es zu einer teilweisen Geländeübernahme durch die Allgemeine Deutsche Metallwerke Oberschöneweide. Von 1945 bis 1950 existierte die SAG ADMOS. In den Jahren 1950 bis 1991 war die VEB Berliner Metallhütten und Halbzeugwerke in den Gebäuden ansässig. Im Jahr 1992 gründete man die ADMOS Gleitlager GmbH. Zwischen den Jahren 1997 und 2000 gab es eine Rückfirmierung zur ADMOS Immobilien AG. Im Jahr 1998 erwarb die ADMOS das restliche Gasag-Gelände.

### Wilhelminenhofstraße 89a/90
In diesem Grundstück war die Gasanstalt Oberspree (später: Gaswerk der Stadt Berlin) von 1898 bis 1993 ansässig. Im Jahr 1897 kam die Plüschfabrik Salomon hinzu. Die Norddeutschen Eisenwerke wurden 1905 gegründet, mussten aber schon 1909 die Produktion einstellen. Das Grundstück ging noch im gleichen Jahr an die Allgemeinen Deutschen Metallwerke Oberschöneweide (ADMOS). 1920 siedelte sich die Chemische Fabrik/Iso-Press-Werk hinan. 1946 kam das Isopress Werk GmbH – Berliner Kunststoffpresswerk hinzu. 1950 folgte das VEB Berliner Metallhütten- und Halbzeugwerke als Grundstücksnutzer. Auch in diesem Gebäude ist seit 1992 die ADMOS Gleitlager GmbH und zwischen 1998 und 2000 kam es zur Umfirmierung zur ADMOS Immobilien AG.

## Nutzung als Gewerbepark
Das Spreehöfe-Center der ADMOS Immobilien besitzt 26.000 m² Mietflächen für Gewerbe, Handel, Freizeit und Gastronomie direkt an der Spree. Die 32 Gebäude stehen teilweise unter Denkmalschutz und wurden bei Notwendigkeit durch moderne Architektur an den Bedarf angepasst. Der Standort wird vom Bezirk mit den umgebenden Industriebrachen gefördert.
Die Lampen-Immobilie an der Edisonstraße gehörte mit der Übernahme von der Treuhandanstalt zunächst der GbR Weber& Huschke, die seit 2003 in Insolvenz und das Grundstück unter Zwangsverwaltung kam. Der Verkehrswert wurde im Gutachten mit sechs Millionen Euro angegeben. Die Vermarktung der Einzelteile der Industriefläche erfolgte schleppend, insbesondere wurden die anfangs als „Spreehöfe“ geformten Gebäude der Lampenfabrik belassen. Seit 1996 sind die anderen Gebäude im Besitz der ADMOS Immobilien AG, die die gesamte Immobilie mittlerweile als „Freizeit- und Gewerbezentrum Spreehöfe-Oberschöneweide“ vermarktet. Mit der folgenden Umgestaltung der Besitzverhältnisse wurden sie als Spreehöfe-Center erweitert. Es befinden sich hier verschiedene Freizeiteinrichtungen wie ein Bowlingcenter, das Kino Spreehöfe, ein Billard-Salon und ein Fitnessstudio sowie mehrere gastronomische Einrichtungen. Weiterhin haben mehrere Gewerbebetriebe und Dienstleistungsunternehmen hier ihren Sitz. Der Handel ist mit einem Supermarkt, einer Buchhandlung und Firmen aus der Automobilbranche vertreten. Ebenso haben sich hier Arzt- und Zahnarztpraxen und weitere medizinische Einrichtungen angesiedelt. Hinter dem Kino zur Spree hin besteht ein Parkhaus. Die Gasübernahmestation ist als Haus 15 auf Grundstück 89 hinter dem Kino neben dem Parkhaus vorhanden. Mit der Lage und der Vielfalt der aufgehobenen Industrie in Ober- und Niederschöneweide an beiden Ufern ist die Reaktivierung des Standortes schwierig und es gibt seit den 1990er Jahren immer wieder einen neuen Anlauf in Oberschöneweide. Der Verlust von 30.000 Arbeitsplätzen Anfang der 1990er Jahre führte zum Verfall von Elektropolis. Beworben als Erlebnisfabrik Spreehöfe steht der Gegensatz des restaurierten Industrieambientes mit der Vielfalt der angebotenen Möglichkeiten: Billardhalle und Bowlinganlage, Tanz- und Fitness-Studios, Musikschule, Großkino, Diskotheken und Restaurants („Schöne Weyde“).
Der gesamte Komplex Edison-/ Wilhelminenhofstraße zum Spreeufer kam in den Besitz der ADMOS und bildet den Gewerbepark Spreehöfe. Dazu gehören die Gebäude entlang der Edisonstraße und die geschlossenen Gebäude Wilhelminenhofstraße 87 mit den kammartig angeordneten Häusern A–F und den Höfen 1–3. Haus 30 der Spreehöfe liegt unter der Adresse Wilhelminenhofstraße 88 mit dem Schriftzug über dem Durchgang, der Gebäudekomplex um den Park-/Marktplatz und das Kino schließt sich als Nummer 89 an und wird durch querstehende Häuser (16 und 17) von 89a getrennt. Westlich der Straße sind die Gebäude als Wilhelmhofstraße 90 adressiert. Die ADMOS Immobilien sitzt Haus 9 auf der Adresse 89a und Produktionsräume der ADMOS-Gleitlager befinden sich noch im Haus 11, 13, 14 und 22/23. Die Kunstansiedlung wird erleichtert, da durch die Gewerbeumgebung keine Reklamationen von Anwohnern wegen Lärm erhoben werden.